# Epiconcana leucomera
Epiconcana leucomera är en fjärilsart som beskrevs av Dyar 1912. Epiconcana leucomera ingår i släktet Epiconcana och familjen nattflyn. Inga underarter finns listade i Catalogue of Life.